# Малтус, Кевин
Кевин Малтус де Соуза Рибейро (порт. Kevin Malthus de Sousa Ribeiro; род. 11 января 2003, Белен) — бразильский футболист, полузащитник клуба «Сантос».

## Клубная карьера
Малтус — воспитанник клуба «Сантос». 28 февраля 2021 года в матче Лиги Паулиста против «Санту-Андре» он дебютировал за основной состав. 5 мая в поединке Кубка Либертадорес против боливийского «Стронгеста» Кевин забил свой первый гол за «Сантос». 6 июня в матче против «Сеары» он дебютировал в бразильской Серии A.